# Youth Multi
Youth Multi, voorheen bekend als Go Pass 10 en nog eerder als Go Pass, is een goedkoop vervoerbewijs voor de NMBS (Belgische spoorwegen). Met een Youth Multi-kaart kan een persoon jonger dan 26 tien keer een enkele reis maken in 2e klas tussen twee Belgische stations naar keuze (niet van of naar een grenspunt). 
Er is ook een soortgelijke pas voor personen van 26 jaar en ouder. Deze heet Standard Multi.
Een Youth Multi-kaart blijft 1 jaar geldig vanaf de aankoopdatum. Er is een goedkopere digitale versie binnen de NMBS-app en een duurder klassiek biljet. De app-versie is op naam, maar medereizigers kunnen er mee op. De papieren versie is niet op naam en kan dus worden doorgegeven. De reizigers dienen op elk ogenblik hun identiteitskaart te kunnen voorleggen om te kunnen staven dat zij aan de leeftijdsvoorwaarden voldoen. 
Verder mag een Youth Multi-kaart geen afkortingen bevatten en moet dit in drukletters ingevuld worden. Doorhalingen en correcties invalideren de lijn in kwestie, tevens dient de Youth Multi-kaart ingevuld te worden vooraleer men zich op de trein begeeft.

## Geschiedenis
De Go Pass 10 heette eerst kortweg Go Pass, maar kreeg in 2011 het bijvoegsel '10' naar analogie met de toen ingevoerde 'Go Pass 1'.

## Youth Ticket
Youth Ticket is sinds 2020 de nieuwe naam voor de Go Pass 1, gelijktijdig met de hernoeming van Go Pass 10 naar Youth Multi. Het Youth Ticket is beschikbaar online, aan het loket, aan de verkoopautomaten of in de trein. Bij aankoop in de trein wordt er automatisch het boordtarief aan toegevoegd. Voor de rest zijn de gebruiksvoorwaarden dezelfde als voor de tienrittenkaart.